# 세인트제임스궁
세인트제임스 궁(St. James 's Palace)은 영국 런던에서 가장 오래된 궁전 중 하나이다. 세인트 제임스 공원 단지 북쪽, 폴 마르에 있다.

## 역사
궁전은 헨리 8세의 명령으로 세인트 제임스에게 바쳐진 한센병 환자를 위한 병원이 일찍이 있던 자리에 지어졌다. 새로운 궁전은 헨리 8세가 화이트홀 궁전에 이어 추가한 것으로, 4개의 안뜰을 둘러싼 튜더 양식의 붉은 벽돌로 건설되었다. 다각형의 작은 탑 쪽에 문지기 오두막이 지금도 북쪽에 남아있다. 화이트홀 궁전이 화재로 사용할 수 없게 된 1698년부터 런던에서 스튜어트 왕가의 제1왕궁으로 왕조의 행정의 중추가 되었다.(이 역할은 지금도 마찬가지이다). 메리 1세가 이곳에서 죽어, 그녀의 심장과 내장은 궁전의 왕실 예배당에 묻혔다. 엘리자베스 1세는 스페인 함대 함대가 영국 해협을 항해하는 것을 기다리는 동안 밤을 궁전에서 지낸 것으로 알려져 있다. 찰스 1세는 처형 직전에 여기에 묵었고 적어도 푹 잤다. 올리버 크롬웰은 궁전을 정복하고 공화제를 하는 동안 막사로 사용했다.
하노버 왕가의 최초의 3대 왕들은 다른 유럽 왕가의 도시 궁전의 호화스러움과는 거리가 먼 세인트제임스 궁을 런던에서의 제1왕궁으로 사용하고 있었다. 대니얼 디포는 1725년에 궁전을 ‘싸구려에 초라한’이라고 언급하고 있다. 1809년 화재가 일어나 왕가의 내실이 있는 남동쪽 모퉁이를 포함한 궁전의 일부가 손상되었다. 이 내실은 복구되지 않았고, 퀸즈 채플이 떨어져 남아 있었다. 궁전과 예배당 사이에는 지금 말보로 로드가 달려 있다. 조지 3세는 왕비 샬롯을 되돌리기 위해 버킹엄 하우스(버킹엄 궁전의 전신)를 1762년에 구입했다. 궁전은 이어 19세기 전반까지 중요한 장소로 사용되고 있었다가, 점차적으로, 제한된 공식 행사, 환영식, 왕실 결혼식, 세례식 등에 사용되는 곳이 되었다. 빅토리아 여왕은 1837년에 형식적으로 이사를 갔고, 왕가의 거처로 세인트제임스 궁의 지위는 역할을 마쳤다. 일부 건축물과 인테리어가 크리스토퍼 렌과 윌리엄 켄트의 손으로 복구되었지만, 대부분은 19세기 동안 개조되었다. 윌리엄 모리스와 그의 동료들은 1866년부터 67년에 걸쳐 무기고와 태피스트리 사이에 다시 장식을 명령했다.

## 현재
세인트제임스 궁은 현재도 사용되고 궁정도 이곳을 공적인 장소로 하고 있다. 외국에서 영국으로 파견된 대사들은 버킹엄 궁전에서 여왕으로부터 신임장을 받아야 하는데, 아직 명목상 ‘세인트제임스 궁 아래’(près la Cour de St. James)에 파견된 것으로 되어 있다. 따라서 다우닝가 총리부의 대명사로 사용하도록 ‘세인트제임스 궁’은 왕실의 대명사이다. 궁전은 제거 공주와 알렉산드라 공주( 켄트 공작 조지의 장녀 엘리자베스 2세의 사촌 여동생)의 런던에서의 주거가 되고 있다. 궁전의 형체는 불규칙하게 퍼져 있으며, 건물은 궁궐 사무실, 공용 건물로 건립되었다. 혼합 부분은 일단 프린스 오브 웨일스, 찰스와 윌리엄 왕자, 헨리 왕자가 살던 요크 하우스, 영국 정부가 공식 환영식에 사용하고 있던 랭커스터 하우스가 있다. 일단 엘리자베스 여왕이 살았고, 현재는 프린스 오브 웨일스 저택인 클라렌스 하우스 궁전이 가까이에 있다.
이니고 존스가 세운 퀸즈 채플은 세인트제임스 궁에 인접해 있다. 세인트제임스 궁은 궁 내성에서 파견된 호위병이 있는 런던의 4개의 건물 중 하나이다. (다른 세 곳은 버킹엄 궁, 클라렌스 하우스, 호스 가즈이다).